# Santa Maria Francesca delle Cinque Piaghe (Nápoly)
A Santa Maria Francesca delle Cinque Piaghe (Szent Mária Franciska öt fájdalma) egy nápolyi kolostor, melyet az azonos nevű apácarend nővérei számára építettek a 18. század végén a város spanyol negyedében. Mária Franciska az egyetlen tulajdonképpeni nápolyi szent, 1715 és 1791 között élt a városban. A templomban figyelemreméltó a szent halálát abrázoló festmény.

## További információ
- A Wikimédia Commons tartalmaz Santa Maria Francesca delle Cinque Piaghe témájú kategóriát.